# Canton de Bouillante
Le canton de Bouillante est une ancienne division administrative française, située dans le département de la Guadeloupe et la région Guadeloupe.

## Composition
Le canton de Bouillante comprenait une commune :
- Bouillante : 7 336 habitants

## Représentation
| Période                                                 | Période | Identité           | Étiquette                      | Qualité |
| ------------------------------------------------------- | ------- | ------------------ | ------------------------------ | --- |
| 1951                                                    | 1953    | Abel Racon         | RPF                            | Commerçant Maire de Bouillante (1945-1953) Elu au bénéfice de l'âge                                                  |
| 1953                                                    | 1982    | Raymond Guilliod   | PCF puis UNR puis UDR puis RPR | Directeur de CEG Député (1973-1981) Maire de Bouillante (1953-1983)                                                  |
| 1982                                                    | 1994    | Philippe Chaulet   | RPR                            | Gérant de société Suppléant de Lucette Michaux-Chevry (1988-1993) Député (1993-2002) Maire de Bouillante (1985-2005) |
| 1994                                                    | 2001    | Jean-Claude Malo   | DVG                            | Conseiller en gestion, Bouillante                                                                                    |
| 2001                                                    | 2008    | Philippe Chaulet   | DVD                            | Député (1993-2002) Maire de Bouillante (1985-2005)                                                                   |
| 2008                                                    | 2015    | Marylhène Félicité | DVG                            | Commerçante Conseillère municipale de Bouillante                                                                     |
| Les données antérieures ne sont pas encore mentionnées. |         |                    |                                | |